# Glypta algida
Glypta algida là một loài tò vò trong họ Ichneumonidae.